# Vakon
Vakon è un arrondissement del Benin situato nella città di Akpro-Missérété (dipartimento di Ouémé) con 23.510 abitanti (dato 2006).